# Breed (Nijmegen)
Breed is een organisatie die voor de gemeente Nijmegen en omstreken de Wet sociale werkvoorziening uitvoert.
Breed is behalve in Nijmegen werkzaam in de volgende gemeenten: Beuningen, Druten, Groesbeek, Heumen, Millingen a/d Rijn, Ubbergen, West Maas en Waal en Wijchen. De Wsw houdt in dat mensen met een lichamelijke, verstandelijke en/of psychische handicap, die (nog) niet in staat zijn te werken op de reguliere arbeidsmarkt, aangepast werk wordt aangeboden. De huidige rechtsvorm die Breed voert is een gemeenschappelijke regeling (GR). De GR is een vorm van samenwerking tussen verschillende gemeenten.
Vanaf 2015 zal dit veranderen in de wet participatie.

## Werkwijze
Breed biedt aan ruim 2250 medewerkers werk. Daarmee is Breed een van de grootste werkgevers in de regio Nijmegen. De komende jaren verandert Breed van een productie- en dienstenbedrijf naar een bedrijf met als kernactiviteit arbeidsbemiddeling. De reorganisatie en transitie zijn eind 2011 opgestart en moeten eind 2013 grotendeels afgerond zijn. Het streven is vervolgens om in 2017 85% van de medewerkers gedetacheerd te hebben op de reguliere arbeidsmarkt. Dit kan aan de hand van individuele detachering, groepsdetachering of begeleid werken.

## Geschiedenis
De Wet sociale werkvoorziening trad in 1967 in werking. Breed is in 1973 ontstaan toen er een aantal sociale werkplaatsen samengevoegd werden. Dit bedrijf werd toentertijd WNO genoemd (Werkvoorzieningschap Nijmegen & Omgeving). Op dat moment was er sprake van een aantal werkverbanden, te weten:
- Het Administratief Centrum
- De Werkplaats Valkenburg
- De Gemeentelijke Werkplaatsen te Wijchen
- De Stichting Centrale Werkplaats Maas & Waal te Druten
- De Buitenobjecten: Bloemkwekerij Brakkenstein & Boomkwekerij MaasWaalkanaal.

Deze werkverbanden waren toen nog op diverse locaties gehuisvest. Door de aankoop van het pand van de failliete Robinson fabrieken aan de Groesbeekseweg te Nijmegen werd een eerste aanzet gegeven tot centralisatie, het onderbrengen van de bedrijven in één pand. De toenmalige Minister van Sociale Zaken verrichtte op 7 november 1972 de officiële opening van het nieuwe bedrijfspand.
Vanwege de eisen die er werden gesteld aan de huisvesting werd het noodzakelijk om te verhuizen. Met de gemeente werd er onderhandeld over de aankoop van een nieuw terrein aan de Nieuwe Dukenburgseweg. Bouwplannen werden gemaakt en in 1984 werd het huidige gebouw aan de Boekweitweg in Nijmegen officieel geopend. In 2001 is het bedrijf omgedoopt tot Breed. 2013 staat in het teken van het 40-jarig bestaan van Breed.

## Afdelingen
Breed heeft op dit moment naast de hoofdactiviteit arbeidsbemiddeling een vijftal zgn. leerwerkplekken:
- Documentconversie (het digitaliseren van archieven en documenten)
- Groenactiviteiten (groenvoorzieningen en bestratingen)
- Productie en Logistiek (in- en ompakken)
- Schoonmaakdiensten
- Postbezorging

Medewerkers van Breed werken ook op leerwerkplekken bij:
- Afac-Nijmegen: De Algemene Fiets Afhandel Centrale in Nijmegen. AFAC Nijmegen verwerkt de fietsen (wrakken en hinderlijk geplaatste fietsen) die op last van bureau Toezicht van de gemeente worden verwijderd.
- DeBesteEHBODoos: Breed verzorgt voor 300 verschillende bedrijven het onderhoud van de verbanddozen.
- Albron: Een cateringmanager van Albron geeft leiding aan de medewerkers in het bedrijfsrestaurant van Breed die zich zo kunnen ontwikkelen naar een baan in de catering.